# Anton Pfrogner
Anton Pfrogner (29. září 1886 Chotěšovičky – 2. srpna 1961 Ottobrunn) byl rakousko-uherský důstojník, československý politik německé národnosti, meziválečný senátor Národního shromáždění ČSR za Sudetoněmeckou stranu (SdP), později funkcionář NSDAP.

## Biografie
Vychodil národní školu a pět tříd reálné školy. Pak nastoupil do kadetní školy ve Vídni. Od roku 1912 sloužil u horských myslivců v Klagenfurtu. Za první světové války působil jako důstojník v rakousko-uherské armádě. 28. srpna 1914 byl raněn do kolena na haličské frontě. V roce 1915 bojoval na karpatské frontě jako velitel. Následujícího roku působil na italské frontě, kde roku 1916 padl do italského zajetí. V roce 1917 byl jako válečný invalida propuštěn. Získal četná válečná vyznamenání včetně Vojenské záslužné medaile.
Po válce se angažoval v hospodářském a politickém životě, od roku 1919 byl činný v zemědělském družstevnictví. Byl ředitelem družstevního skladu ve Stříbře a prezidentem Sudetského svazu družstev. Byl původně členem Německého svazu zemědělců, pak ale pro neshody s Wolfgangem Zierhutem stranu opustil, přičemž s sebou vzal část okresního vedení na Stříbrsku, požadující razantnější a národně uvědomělejší politiku. Přešel do Německé nacionální strany a od roku 1933 spoluracoval s Konradem Henleinem a s ním za zapojil do Sudetoněmecké strany. Ve straně do podzimu 1938 působil jako vedoucí oddělení pro agrární politiku a otázky venkova.
V parlamentních volbách v roce 1935 získal za Sudetoněmeckou stranu senátorské křeslo v Národním shromáždění. V senátu setrval do října 1938, kdy jeho mandát zanikl v důsledku změn hranic Československa.
Profesí byl dle údajů k roku 1935 ředitelem skladiště ve Stříbře. Během revolty pronacistické části Sudetských Němců v září 1938 se stal náčelníkem štábu Sudetoněmeckého sboru dobrovolníků (Sudetoněmecký Freikorps).
V letech 1938-1945 byl poslancem německého nacistického Říšského sněmu za NSDAP.
Za války se v Sudetech angažoval v organizaci Reichsarbeitsdienst. V roce 1945 byl krátce internován americkou armádou, pak přesídlil do Rakouska a později do Západního Německa, kde se angažoval v sudetoněmeckých vyhnaneckých organizacích.